# Chaos Strikes Back
Chaos Strikes Back est un jeu vidéo de type dungeon crawler développé et édité par la société FTL Games en 1989 sur Amiga et Atari ST. Il est également disponible sur les micro-ordinateurs japonais FM Towns, X68000 et PC-98.
Il s'agit d'une extension standalone au jeu Dungeon Master.

## Système de jeu
Chaos Strikes Back reprend le principe d'exploration de souterrains en vue subjective du précédent épisode. Le gameplay est identique et réutilise le système des quatre classes (sorcier, pretre, guerrier, ninja). Cependant les créatures sont plus redoutables que dans le premier opus, ceci étant compensé par des passages de niveaux plus rapides pour les personnages. Le degré de difficulté est décuplé: par exemple, dès le début du jeu, le joueur doit s'échapper d'un souterrain infesté de vers, sans pouvoir revenir en arrière et sans autres armes que celles qui gisent aux alentours- d'ailleurs faut-il s'y rendre en vie!
Il y a en tout 24 champions disponibles mais il est possible de récupérer vos personnages issus de Dungeon Master.
L'une des principales différences est que l'exploration des souterrains n'est plus linéaire. Il y a un point central où le joueur revient régulièrement et d'où il est téléporté dans les différentes parties du souterrains. Le but de ce jeu est de récupérer les quatre morceaux de Corbum, qui sont la source du pouvoir de Chaos.

## Versions
Le jeu a également été porté sur Macintosh mais n'a jamais été commercialisé. Il existe aussi des versions "modifiées", qui ont été décompilées puis recompilées pour fonctionner sous DOS.